# Avventura araba
Avventura araba (Arabian Adventure) è un film del 1979 diretto da Kevin Connor.

## Trama
Un malvagio mago offre la mano di sua figlia a un principe se questi riesce a completare una missione pericolosa che consiste nel recuperare una rosa magica. Aiutato da un ragazzo e da un tappeto magico, il principe Hasan deve superare geni, mostri di fuoco e paludi infide per raggiungere l'obiettivo e rivendicare la mano della principessa.